# Степове (Слобожанська селищна громада)
Степове́ — село в Україні, в Слобожанській селищній територіальній громаді Дніпровського району Дніпропетровської області. Населення за переписом 2015 року становило 1385 осіб. Загальна територія 4 270,5 га., ріллі 3778 га.

## Історія
Заселення території, на якій зараз розташоване село Степове, почалось у березні 1932 року. В той час на неосвоєних землях, що знаходились поблизу обласних центрів організовувались підсобні господарства заводів міста з числа їх робітників для задоволення потреб заводчан у продуктах сільськогосподарського виробництва. Дуже в тяжких умовах жили і працювали люди.
З роками життя покращувалось, трудівники добились великих успіхів у розвитку сільського господарства.У 1932 році для становлення та ведення господарства металургійний завод ім. Г.І. Петровського направляє групу робітників в кількості 25 осіб, яких очолюють Морщацький Антон Сидорович та Задоєв Микола Антонович. Так було створено відділення №4 підсобного господарства №1 металургійного заводу ім. Г.І. Петровського. Для цих цілей завод отримав 3,5 тис. гектарів землі. Майже вся земля була цілинною. В той же період створюється підсобне господарство Дніпропетровського машинобудівного заводу ім. Артема, яке знаходиться в 5 км. на південь від с. Степове. В селі займались вирощуванням зернових, овочів, мали пасіку. Була «невеличка школа». Згодом це господарство було підпорядковане металургійному заводу ім. Г.І. Петровського і стало ще одним структурним підрозділом його підсобного господарства. Життя села помітно поліпшувалося. У 1933 році металургійний завод ім. Г.І. Петровського виділив сільгосптехніку для обробітку землі. На той час було побудовано 4 бараки де жили робітники та декілька будівель тваринницької ферми та конюшні. У господарстві розвивалось птахівництво та тваринництво (ВРХ та свині). Люди працювали тяжко, але трудова дисципліна була високою. Вирощена продукція зернових культур, окрім пшениці, йшла як фуражне зерно для потреб тваринництва та птахівництва. Пшеницю здавали державі у рахунок державного замовлення. М’ясо птиці та свиней і яйця відправлялись на завод ім. Петровського для задоволення потреб працівників заводу.
В 1934 році у господарстві відкрився перший фельдшерсько-акушерський пункт. Першим лікарем був Яремчук Трохим Захарович. Всі знання та вміння він передав своєму сину Петру Трохимовичу, який прийшов на зміну батькові та майже 40 років присвятив лікарській справі у селі Степове.
1935 рік - побудували перший кам’яний гуртожиток, в якому була і так звана стаханівська кімната, де жили передовики виробництва.
У червні 1941 р. мирну працю хліборобів господарства, як і всієї країни, перервала війна з гітлерівською Німеччиною. Почалась масова мобілізація на фронт. Пішли майже всі чоловіки. Червона Армія з важкими боями повільно відступала в глиб країни. Незважаючи на суворий опір, ворог швидко йшов вперед. Докотився гуркіт гармат і до нашого господарства. На світанку 24 вересня 1941 року, під час масового наступу німецьких військ, в 5 км від села (на горі) зав’язався бій з противником, де стояв на той час та був розгромлений штаб 273СД. Доля самої дивізії, яка обороняла переправу на сьогодні залишається невизначеною.  Кількість втрат зафіксована у зоні загибелі штабу відповідає двом стрілецьким взводам. На цьому ж місці й був утворений меморіальний комплекс «Група могил радянських воїнів» №278, який прийнятий на державний облік у 1970 році рішенням Дніпропетровського облвиконкому від 08.09.1970 р. №618(1).
Офіційною датою звільнення Степового є 25 вересня 1943 року. Село було спалене майже зовсім. Залишились люди під чистим небом серед згарищ. Уціліли кормо-кухня, в якій навчалися діти. Медичний пункт розташувався у молочарці. Люди жили в землянках. Завод ім. Г.І. Петровського надавав багато робітників, які допомагали піднімати господарство з руїн. В післявоєнні роки довгий час був директором Садиченко Дмитро Миколайович (1946-1957), який ризикуючи своїм життям врятував від голодної смерті своїх та сусідніх сіл мешканців, сховавши кагат картоплі.
У 1949 р. побудували млин, згодом його переобладнали під місцевий клуб, який є і до нині. Нове життя будинка культури розпочалося у 2016 році, повна реконструкція. 12 жовтня 2018 року будинок культури з бібліотечною кімнатою приймають гостей та жителів села.
В 1957 році розпочалось індивідуальне будівництво будинків, з’явились нові вулиці Миру (Леніна), Ювілейна.
У 1958 р нашому господарству надали статус села та присвоїли назву Степове. Директор Шемет Володимир Казимирович (1957-1964). Розпочато будівництво Степнівської початкової школи в 1959 році. З 1960 року школа працює в одну зміну.
В 1963 р. підсобне господарство заводу ім. Г.І. Петровського перейменоване у радгосп «Маївка» Дніпропетровського тресту овоче-молочних радгоспів. Директор Малишко Григорій Пилипович (1964 - 1977).
З 1970-1973 р. зведені чотири двоповерхові, шістнадцятиквартирні будинки по вул. Слобожанській (30 років Перемоги).
В 1970 році був відкритий  дитячий садочок «Сонечко», реконструйований у 2018 році, який на сьогодні приймає дві групи діточок.
У зв’язку з укрупненням господарств в 1977 р. радгосп «Маївка» об’єднують з радгоспом «Кіровський» та надають новоствореному господарству назву КСП «Кіровський», до якого ввійшли землі с. Степне, с. Горянівка і селища Кіровське, з центром у с. Степне. За новоствореним підприємством було закріплено 3981 гектарів землі, директором було призначено Івана Павловича Боярчука.
30 серпня 1989 р. була заснована Степнянська сільська рада.
28.12.1990 р. радгосп «Кіровський» перейменований в Державне орендне підприємство овоче-молочний радгосп «Кіровський» директор Лозовий К.
01.04.1993 р. – відкрила свої двері  місцева амбулаторія,  у 2021 -2022 році реконструкція приміщень та фасаду будівлі.
01.09.1993 р. відкрила двері новозбудована загальноосвітня школа I-III ступенів, директор Валентина Миколаївна Обух. Капітальний ремонт Степнянського ліцею - 2016-2017 р.р.
14.09.1994 р. радгосп «Кіровський» перейменовано у кооперативно - орендне підприємство «Кіровський». Директор Місюк Олександр Тимофійович.
В жовтні 1998 року у селі відкрито Храм Святого Апостола і Первомученика Архідиякона Стефана.
З 2000 р. с. Степове розпаювало землі і КСП «Кіровський» припинило своє існування. Зараз на них господарює 295 одноосібників, 3 фермерських господарства, підприємства.
У 2015 р. Степнянська сільська рада об’єдналася з Ювілейною селищною радою і утворили Ювілейну селищну громаду.
В рамках декомунізації у 2016 році перейменовані дві вулиці:
- вул. Леніна на вул. Миру;
- вул. 60 років Жовтня на вул. Сонячну.

Вже 26 жовтня 2017 року у селі відкрили Пожежну частину. Це є перший Центр безпеки, збудований з нуля на Дніпропетровщині в рамках реформи децентралізації. Також в цьомку році провели повну реконструкцію вулиці Центральна.
Після повномасштабного вторгнення Росії на територію України, в рамках загальнонаціональної політики дерусифікації рішенням Слобожанської селищної ради від 1 січня 2023 року у селі перейменовано вулицю 30 років Перемоги на вулицю Слобожанську.

## Населення

### Мова
Розподіл населення за рідною мовою за даними перепису 2001 року:
| Мова            | Кількість | Відсоток |
| --------------- | --------- | -------- |
| українська      | 1223      | 88.95%   |
| російська       | 139       | 10.10%   |
| вірменська      | 6         | 0.44%    |
| білоруська      | 3         | 0.22%    |
| циганська       | 1         | 0.07%    |
| інші/не вказали | 3         | 0.22%    |
| Усього          | 1375      | 100%     |

## Релігія
У селі розташований Храм першомученика архидиякона Стефана ПЦУ (вул. Миру, 28).

## Постаті
- Гречук Олександр Васильович (1979—2018) — старший матрос Збройних сил України, учасник російсько-української війни.